# La Bombe (bande dessinée)
Pour les articles homonymes, voir La Bombe et Bombe.
La Bombe est un roman graphique en noir et blanc d'Alcante (scénario), Bollée (scénario) et Denis Rodier (dessin) publié le 4 mars 2020. Cet ouvrage historique retrace les étapes qui ont mené, pendant la Seconde Guerre mondiale, à la création des premières armes atomiques des États-Unis : Trinity et Little Boy, et à l'usage du second lors du bombardement atomique d'Hiroshima.

## Résumé
L'album narre « la mise au point de la première bombe atomique ». Plusieurs États sont en concurrence pour mettre l'arme au point, s'engageant dans une « course contre la montre ».
Au milieu des années 1930, après avoir fui le nazisme en Allemagne où il travaillait, le physicien Leó Szilárd est préoccupé par la possibilité que le Troisième Reich puisse mettre au point une bombe si puissante que les autres nations seraient vaincues en Europe, puis ailleurs sur la planète. En 1939, il contacte Albert Einstein aux États-Unis, et lui explique le principe de la réaction en chaîne et de la fission de l'uranium qui vient d'être réalisée en Allemagne par les chimistes Hahn et Strassmann. Einstein est prêt à utiliser sa réputation pour convaincre le président des États-Unis, Franklin Delano Roosevelt (FDR), de lancer un programme de recherche pour mettre au point ce qui sera appelé une bombe atomique.
C'est seulement deux ans après avoir reçu la lettre de Szilard que FDR ordonne le lancement du (futur) projet Manhattan. Les personnages les plus marquants de cette épopée, ainsi que quelques lieux historiquement importants, sont ensuite évoqués.

## Personnages évoqués
|  |  |  |

Si le narrateur de l'album est l'uranium, le personnage principal est l'inventeur et physicien Leó Szilárd, qui a pressenti le potentiel de destruction de l'arme atomique. Dans l'album, il « ne cesse de mettre les chercheurs et les militaires face à leurs responsabilités ».
|    | Nom                       | Occupation                                                    | Nationalité | Pages |
| -- | ------------------------- | ------------------------------------------------------------- | ----------- | --- |
| 1  | Leó Szilárd               | Physicien                                                     | Hongrie     | 12-16 ; 35-42 ; 46-52 ; 77-78 ; 111-113 ; 125-130 ;132-135 ; 138-139 ; 141 ; 194-199 ; 245-246 ; 297-301 ; 307-310 ; 326-327 ; 329 ; 429 ; 442 ; 453-456            |
| 2  | Enrico Fermi              | Physicien                                                     | Italie      | 17-21 ; 35-37 ; 39-40 ; 111-113 ; 125-129 ; 130 ; 133-141 ; 228-230 ; 313 ; 335-336 ; 341 ; 345 ; 363 ; 442 ; 444                                                   |
| 3  | Adolf Hitler              | Homme politique (dictateur)                                   | Allemagne   | 41 ; 277 |
| 4  | Eugene Wigner             | Physicien                                                     | Hongrie     | 46-52 |
| 5  | Albert Einstein           | Physicien                                                     | Allemagne   | 47-50 ; 245-246 |
| 6  | Franklin Delano Roosevelt | Homme politique (Président des États-Unis)                    | États-Unis  | 54 ; 72 ; 75-76 ; 93 ; 218 ; 260 |
| 7  | Edgar Sengier             | Homme d'affaires                                              | Belgique    | 55-62 ; 107 |
| 8  | Werner Heisenberg         | Physicien                                                     | Allemagne   | 63-68 ; 279-281 ; 283 ; 445 |
| 9  | Kurt Diebner              | Physicien                                                     | Allemagne   | 64-65 |
| 10 | Otto Hahn                 | Chimiste                                                      | Allemagne   | 66-67 |
| 11 | Alexander Sachs           | Banquier (conseiller économique de Franklin Delano Roosevelt) | États-Unis  | 69-70 ; 72 ; 75-76 |
| 12 | Napoléon Bonaparte        | Militaire (général)                                           | France      | 73-74 |
| 13 | Robert Fulton             | Inventeur                                                     | États-Unis  | 73-74 |
| 14 | Henry Tizard              | Chimiste                                                      | Royaume-Uni | 79 |
| 15 | George VI                 | Homme politique (roi du Royaume-Uni)                          | Royaume-Uni | 79 (dernière case) |
| 16 | Viatcheslav Molotov       | Homme politique                                               | Russie      | 80 ; 359 |
| 17 | Staline                   | Homme politique (dictateur)                                   | Russie      | 80 (dernière case) ; 224-225 ; 355 ; 358-359 |
| 18 | Yoshio Nishina            | Physicien                                                     | Japon       | 81 ; 435 |
| 19 | Takeo Yasuda              | Militaire (général)                                           | Japon       | 81 |
| 20 | Hirohito                  | Homme politique (empereur du Japon)                           | Japon       | 81 (dernière case) ; 437 |
| 21 | Henry Wallace             | Homme politique (vice-président des États-Unis)               | États-Unis  | 93-94 |
| 22 | James Bryant Conant       | Chimiste                                                      | États-Unis  | 93-95 ; 142 ; 179 |
| 23 | Vannevar Bush             | Ingénieur                                                     | États-Unis  | 93-95 ; 102-103 ; 109 |
| 24 | Leslie Groves             | Militaire (général)                                           | États-Unis  | 100-106 ; 107-114 ; 172-179 ; 183-184 ; 188-193 ; 226-227 ; 302-304 ; 312 ; 334-337 ; 341-345 ; 347 ; 357 ; 361 ; 393 ; 395 ; 399 ; 424 ; 426-427 ; 442 ; 447 ; 455 |
| 25 | Kenneth Nichols           | Militaire et ingénieur                                        | États-Unis  | 104-105 ; 107-108 ; 114 ; 172-175 ; 312 ; 328 |
| 26 | Henry Stimson             | Homme politique (secrétaire à la Guerre)                      | États-Unis  | 109-110 (homme moustachu) ; 114 ; 222-223 ; 262 ; 303-304 ; 321-325 ; 338 ; 340 ; 353-354                                                                           |
| 27 | Arthur Compton            | Physicien                                                     | États-Unis  | 111-113 ; 129-130 ; 139 ; 141-143 ; 309 ; 311 ; 313 ; 329 |
| 28 | Jens-Anton Poulsson (en)  | Militaire                                                     | Norvège     | 115-119 ; 145 ; 147 ; 150-157 ; 442 |
| 29 | Knut Haugland             | Résistant                                                     | Norvège     | 115-119 ; 145 ; 147 ; 150-157 ; 201 ; 203 ; 205-207 |
| 30 | Claus Helberg (en)        | Résistant                                                     | Norvège     | 115-119 ; 145 ; 147 ; 150-157 |

|  |  |  |  |

|    | Nom                         | Occupation                                                                     | Nationalité               | Pages |
| -- | --------------------------- | ------------------------------------------------------------------------------ | ------------------------- | --- |
| 31 | Arne Kjelstrup (en)         | Résistant                                                                      | Norvège                   | 115-119 ; 145 ; 147 ; 150-157                                                                                       |
| 32 | Crawford Greenewalt (en)    | Chimiste et PDG de la société DuPont                                           | États-Unis                | 133 ; 137 (avant-dernière case) ; 142-143                                                                           |
| 33 | Robert Oppenheimer          | Physicien                                                                      | États-Unis                | 166-169 ; 176-178 ; 184 ; 188-193 ; 217 ; 234-235 ; 289 ; 313 ; 334-336 ; 342 ; 347 ; 357 ; 363 ; 426-427 ; 442-443 |
| 34 | Jean Tatlock                | Médecin et psychiatre                                                          | États-Unis                | 166-167 |
| 35 | George Marshall             | Militaire (général de l'armée)                                                 | États-Unis                | 179 ; 324-325 ; 361                                                                                                 |
| 36 | George Washington           | Militaire (chef d'État major) et homme politique (Président des États-Unis)    | États-Unis                | 179 (toile) |
| 37 | Laura Fermi                 | Secrétaire                                                                     | Italie                    | 216 ; 228-230 |
| 38 | Harry S. Truman             | Homme politique (Vice-président des États-Unis, puis président des États-Unis) | États-Unis                | 219-223 ; 261-263 ; 321-323 ; 325 ; 338-339 ; 353-356 ; 358-361 ; 364-365 ; 420-421 ; 435 ; 442 ; 453               |
| 39 | Józef Rotblat               | Physicien                                                                      | Pologne                   | 226-227 |
| 40 | Klaus Fuchs                 | Physicien (espion soviétique)                                                  | Allemagne                 | 228-229 ; 231-239 ; 334 ; 442 ; 450                                                                                 |
| 41 | Raymond (nom d'emprunt)     | Chimiste (espion soviétique)                                                   | Suisse                    | 237-239 |
| 42 | Ebb Cade                    | Cobaye humain                                                                  | États-Unis                | 244 ; 257-259 ; 267 ; 451                                                                                           |
| 43 | Eleanor Roosevelt           | Femme politique                                                                | États-Unis                | 260-261 ; 262 (première case)                                                                                       |
| 44 | Jimmy Byrnes                | Homme politique (secrétaire d'État)                                            | États-Unis                | 263 ; 299-301 ; 325 ; 338 ; 356 ; 359 ; 361 ; 364-365 ; 420 ; 453                                                   |
| 45 | Boris Pash                  | Militaire (chef de la mission Alsos)                                           | États-Unis                | 278-279 ; 284-285                                                                                                   |
| 46 | Samuel Goudsmit             | Physicien                                                                      | Pays-Bas, Puis États-Unis | 280-285 |
| 47 | Thomas Farrell (en)         | Militaire (général)                                                            | États-Unis                | 288-291 |
| 48 | Wright Haskell Langham (en) | Médecin (spécialiste du plutonium)                                             | États-Unis                | 266-267 ; 292-295                                                                                                   |
| 49 | Harold Urey                 | Physicien                                                                      | États-Unis                | 298-301 |
| 50 | Walter Bartky (en)          | Mathématicien (directeur adjoint du Metallurgical Laboratory)                  | États-Unis                | 298-301 |
| 51 | James Franck                | Physicien                                                                      | Allemagne                 | 307-308 |
| 52 | Ernest Orlando Lawrence     | Physicien                                                                      | États-Unis                | 313 |
| 53 | William L. Laurence         | Journaliste (pour The New York Times)                                          | États-Unis                | 334-338 ; 341 ; 343 ; 345 ; 347                                                                                     |
| 54 | Dwight D. Eisenhower        | Militaire (général)                                                            | États-Unis                | 340 ; 447 |
| 55 | Charles McVay               | Militaire (capitaine de navire)                                                | États-Unis                | 350-351 ; 368-369 ; 373 ; 378 ; 449                                                                                 |
| 56 | Winston Churchill           | Homme politique (Premier ministre du Royaume-Uni)                              | Royaume-Uni               | 360-361 |
| 57 | William Sterling Parsons    | Militaire                                                                      | États-Unis                | 382-383 ; 387 ; 389-391 ; 394 ; 402 ; 412                                                                           |
| 58 | Paul Tibbets                | Militaire (pilote)                                                             | États-Unis                | 383-384 ; 387 ; 389-392 ; 394 ; 397 ; 402 ; 412 ; 442 ; 448                                                         |
| 59 | Douglas MacArthur           | Militaire (chef d'état-major de l'armée de terre des États-Unis)               | États-Unis                | 437-438 |
| 60 | Eileen Welsome              | Journaliste                                                                    | États-Unis                | 452 |
| 61 | Nikita Khrouchtchev         | Homme politique (président du conseil des ministres)                           | Russie                    | 455 |

|  |  |  |  |

## Lieux évoqués
- Maison des concerts de Stockholm[LBl 1]

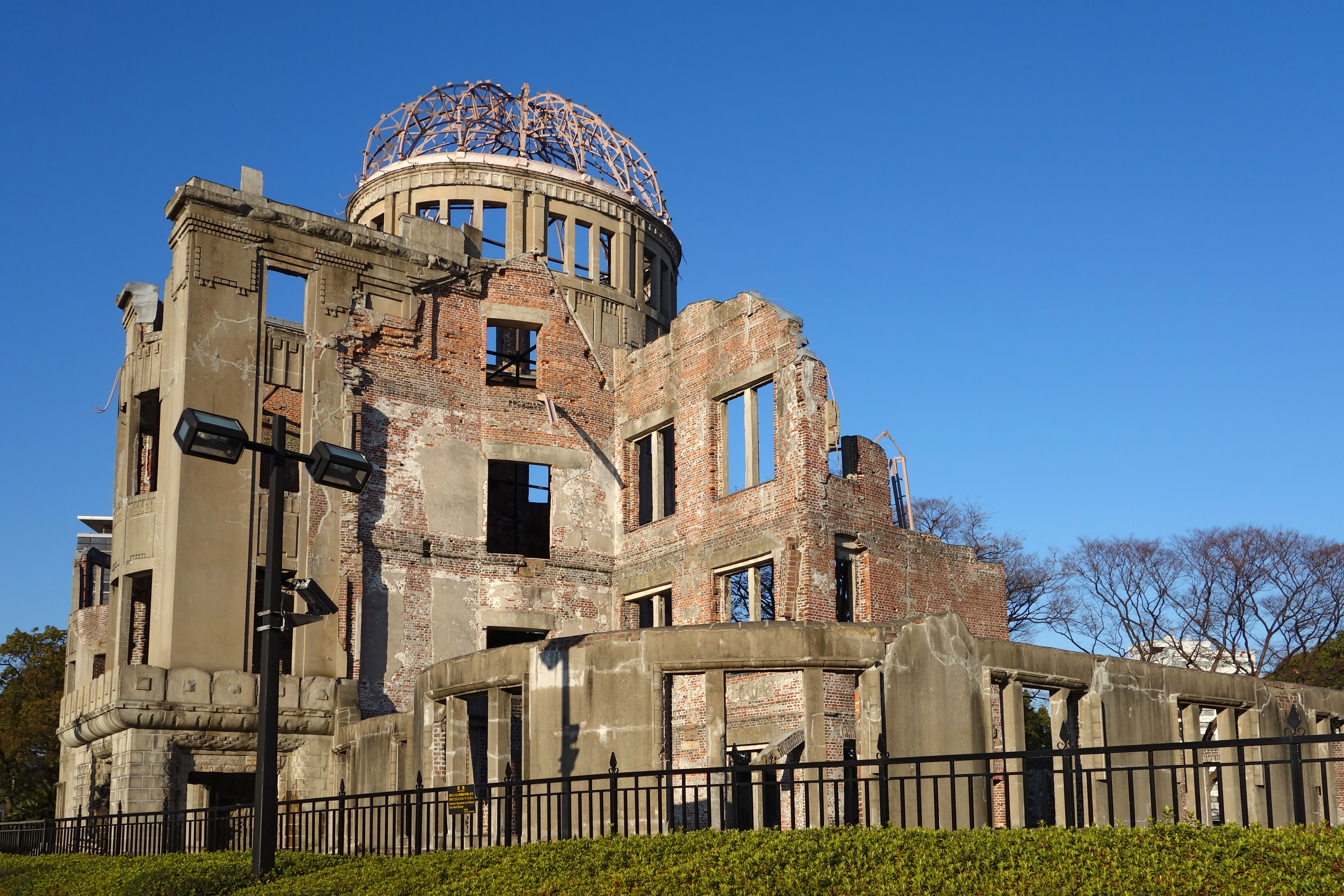
Ruines du dôme de Genbaku (ou mémorial de la paix d'Hiroshima).

- Ruines du dôme de Genbaku (ou mémorial de la paix d'Hiroshima). Futur Mémorial de la paix d'Hiroshima[LBl 2]
- Maison-Blanche[LBl 3]
- Liberty Island à New York, sur laquelle se trouve la statue de la Liberté[LBl 4]
- Base navale de Pearl Harbor, pendant l'attaque de Pearl Harbor (7 décembre 1941)[LBl 5]
- Vemork en Norvège[LBl 6]
- Pentagone aux États-Unis[LBl 7]
- Futur pont sur la rivière Kwaï en Thaïlande[LBl 8]
- Futur laboratoire national de Los Alamos aux États-Unis[LBl 9]
- Futur complexe nucléaire de Hanford aux États-Unis[LBl 10]
- Futur laboratoire national d'Oak Ridge aux États-Unis[LBl 11]
- Lac de Tinn en Norvège[LBl 12]
- Omaha Beach en France lors du débarquement de Normandie le 6 juin 1944[LBl 13]
- Haigerloch en Allemagne, village où se trouve une pile atomique[LBl 14]
- Jordana del Muerto aux États-Unis, vallée où explosera Trinity[LBl 15]
- Pont du Golden Gate aux États-Unis[LBl 16]
- Aérodrome militaire de Tinian dans le Pacifique[LBl 17]
- Musée du mémorial de la Paix de Hiroshima[LBl 18]

## Genèse de l'œuvre

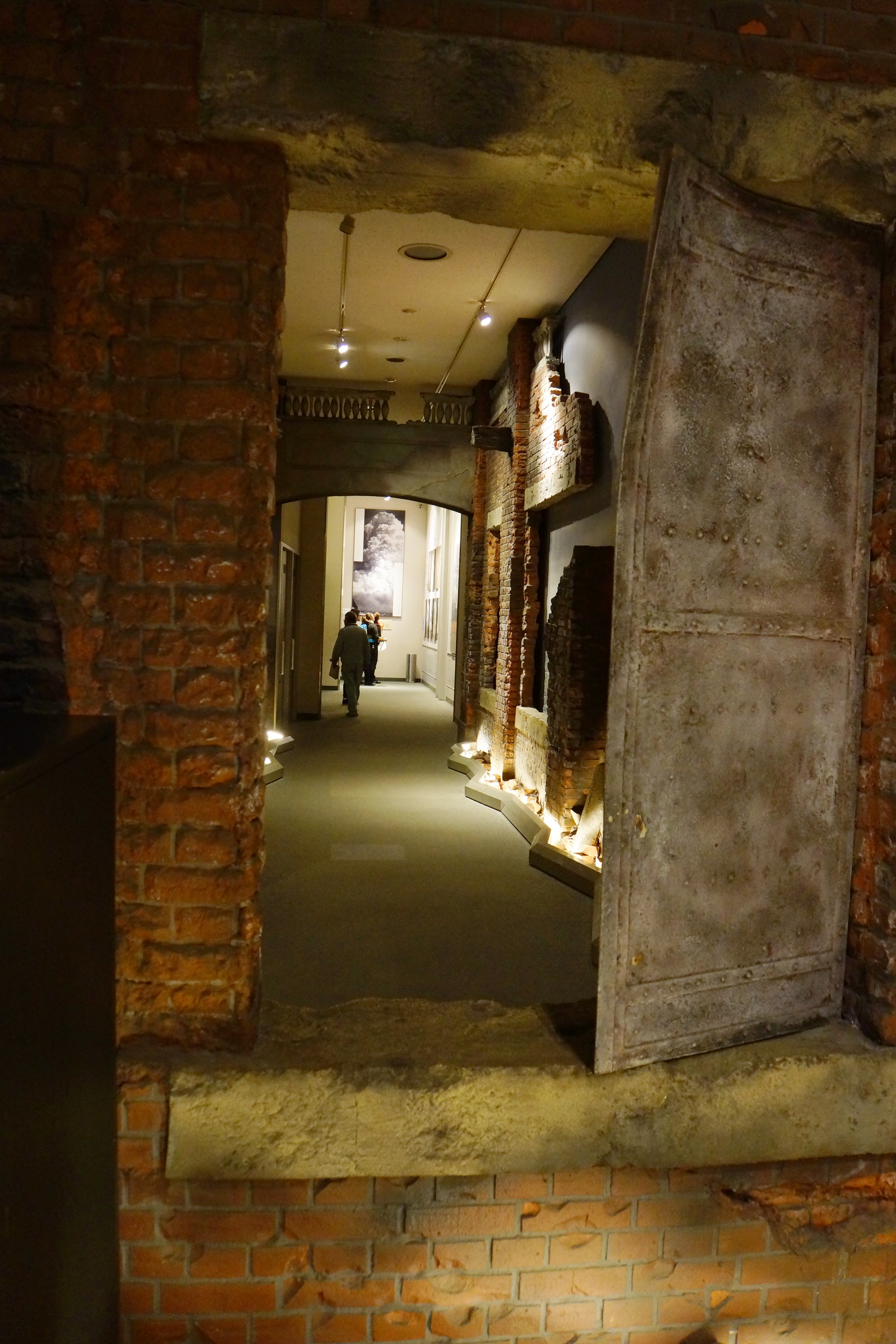
Au musée du mémorial de la Paix de Hiroshima, reconstitution d'une rue d'Hiroshima.

En 1981, Alcante se rend au Japon, où il est fortement impressionné par le mémorial de la Paix à Hiroshima. Ensuite, il rassemble au fil des ans une importante documentation sur le sujet.
Alcante et Bollée rédigent le scénario de la bande dessinée en quatre ans, entre 2016 et 2019. Alcante, « initiateur du projet », indique avoir voulu éviter de créer un énième manuel sur cette arme de destruction massive ; il a plutôt visé un album qui peut se lire comme un « thriller ». Il écrit une première version du scénario puis sollicite l'aide de Bollée, avec qui il collabore sur Laowai. Les deux scénaristes affirment avoir consulté une « quarantaine d’ouvrages, des articles, des documentaires ». Pour certains aspects techniques pointus (par exemple, la réaction en chaîne), Alcante a consulté un ingénieur physicien. Pour les dessins, les deux scénaristes ont contacté Denis Rodier, qui rejoint le tandem vers la mi-2015. 
Les trois ont visité Hiroshima pour mieux s'imprégner des évènements liés à l'explosion de la bombe atomique Little Boy.
Lorsqu'il a accepté de dessiner les planches de l'album, Rodier savait que « la charge de travail était colossale – près de 450 planches à dessiner en quatre ans à peine – et le sujet était tout sauf léger ». « Passionné d'histoire », Rodier a accepté de travailler avec Alcante (Bollée s'est joint au duo plus tard) à trois conditions : que le récit ne soit pas manichéen, que les évènements ne soient pas analysés selon les connaissances actuelles et que les scientifiques ne soient pas jugés selon les valeurs contemporaines. Alcante soutient cette approche : « la difficulté principale est d'éviter tout manichéisme et tout angélisme, dans le sens où on ne veut pas montrer que tous les Américains étaient de sales impérialistes, pour ne pas caricaturer. On ne veut pas montrer que tous les Japonais étaient des victimes innocentes. » Denis Rodier déclare avoir travaillé quatre années de suite, sans prendre de vacances, ce qui lui a permis de livrer 16 planches par mois. Les auteurs ont tenté de respecter la complexité des événements et des personnages, insistant sur le fait que rien n'est jamais entièrement noir ou blanc. Ainsi, plusieurs passages de l'album soulignent les « hésitations morales » des scientifiques. Rodier déclare que c'est Leó Szilárd « qui a permis tout ce roman graphique choral de devenir un album qui avait de l'unité, qui avait un point central... C'est vraiment le scientifique qui a tout déclenché mais en même temps [...] qui nous a préparé à l'anti-nucléaire, qui a prévu les dérives qu'il pourrait y avoir avec le nucléaire. »

## Choix artistiques
L'ouvrage se présente sous la forme d'un « récit choral » qui met en scène plusieurs protagonistes, y compris l'uranium, présentant ainsi plusieurs angles de narration. La narration est fluide et le dessin de Rodier, inspiré par les comics, « participe au dynamisme général de l’album » et favorise la lecture. Les auteurs commencent le récit par « une cosmogénèse » sur l'origine de l'uranium, seul élément qui traverse entièrement l'album. Cette « voix off » vise à conférer une dimension littéraire au récit (Bollée a déjà employé ce procédé pour la bande dessinée Terra Australis).
En plus de la page couverture, une planche en couleurs, l'album compte 441 planches en noir et blanc, pour un total de 472 pages.
Il comprend un prologue, 
suivi de six chapitres, 
d'un épilogue,
d'une postface
et d'une bibliographie.
Rodier préfère la plume et le pinceau pour tracer les personnes et les lieux ; il recourt à l'informatique pour le montage des pages et la calligraphie des textes. Il utilise un « vieux pinceau [ou] pinceau sec » pour créer certains effets de texture dans le dessin, mentionnant que les pinceaux neufs créent des dessins « plus froids ».
Pour Frédéric Potet du journal Le Monde, « l’ouvrage tient autant du documentaire illustré, tant la somme des informations y figurant est dense, que de la série télévisée, avec ses arcs narratifs multiples qui s’enjambent au fil de la chronologie. » Selon Perfetti et al., le « véritable héros de cette histoire, c’est l’uranium », qui conte sa « sinistre » histoire à la première personne. Les auteurs présentent des anecdotes réelles et des situations fictionnelles dans le but de réduire l'aspect dramatique du récit. 
L'ouvrage est publié en 2020 pour souligner les 75 ans du bombardement d'Hiroshima.

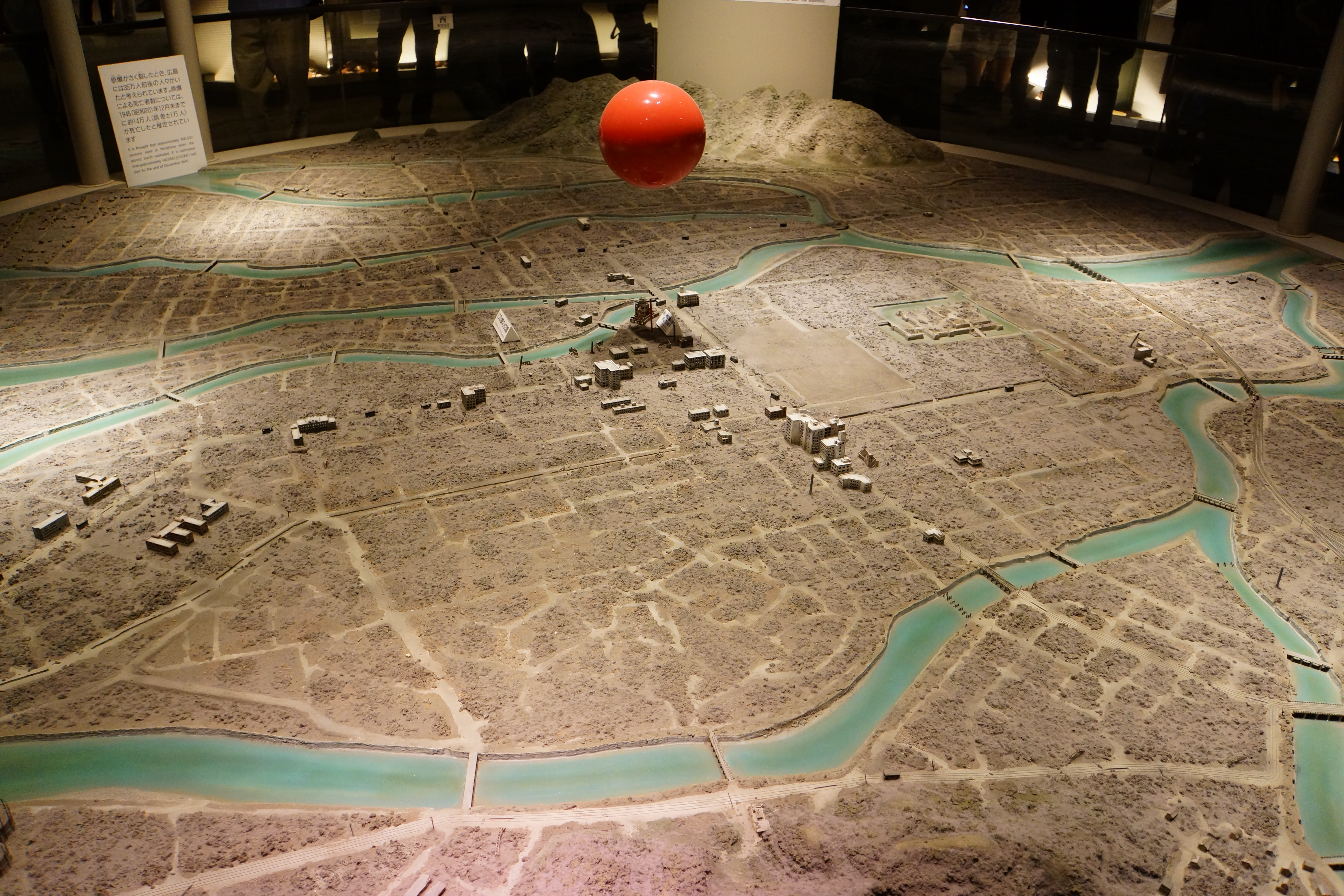
Au musée du mémorial de la Paix de Hiroshima, diorama montrant la position relative de Little Boy (boule rouge) juste avant son explosion au-dessus d'Hiroshima. À la suite de l'explosion, peu de bâtiments étaient encore debout.

## Analyse

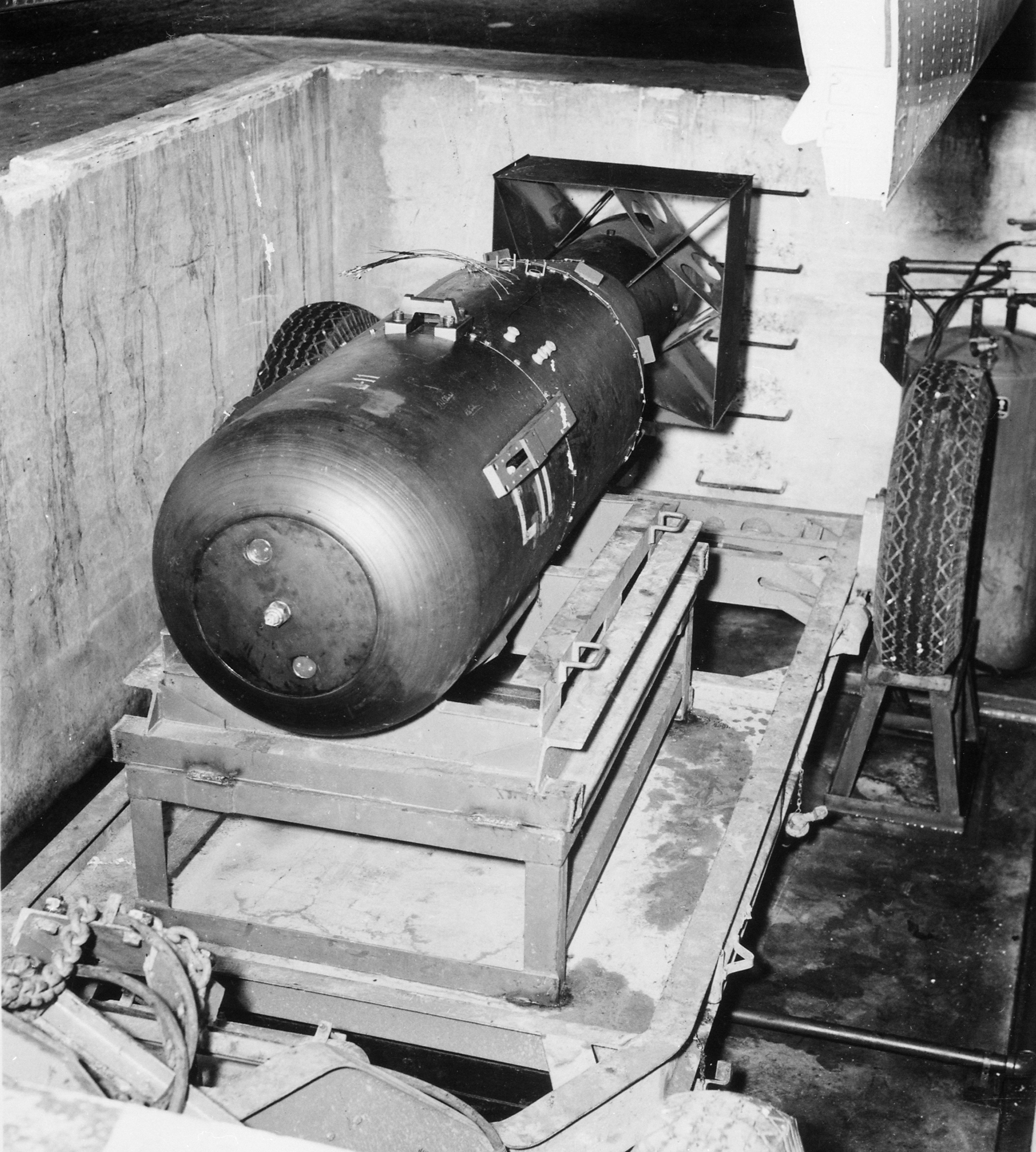
Little Boy peu avant son chargement dans le bombardier Enola Gay.

D'après Cases d'Histoire, spécialisé dans la bande dessinée historique, l'album aborde avec finesse la course des protagonistes pour mettre au point la première bombe atomique et met en lumière le rôle d'Einstein et de Leó Szilárd, terrifié par l'arme. Les auteurs se gardent de prendre parti dans les arguments présentés.
Le noir et blanc reflète la préférence de Denis Rodier et peut « souligner, symboliquement, l'ombre, voire l'effacement faisant suite au bombardement ». Les auteurs, tout en évoquant le projet Manhattan, se sont attachés à démontrer la complexité de cette « conquête », via les travaux menés dans plusieurs nations. Afin de lier certaines scènes et « ponctuer la narration », ils emploient des « récurrences graphiques », comme les « motifs dynamiques et circulaires », en se référant à l'iconographie classique autour de la bombe atomique.
Au fil de la narration se trouvent des digressions et des éléments de fiction, qui ont pour fonction de ramener « le récit à une échelle plus intime » par la mise en scène du « civil inconnu » ; en effet, quoi qu'en dise la propagande de l'époque, Hiroshima était habitée par des individus ordinaires qui vivaient dans cette belle ville, d'une grande richesse culturelle et largement construite en bois.

## Accueil critique
En septembre 2020, 26 000 copies de l'album ont été vendues en France. Forte de ce succès, la maison d'édition Glénat avance que l'album sera traduit en anglais, italien, hongrois et espagnol. En janvier 2025, 160 000 copies ont été écoulées dans la francophonie.
Selon François Lemay, dans une chronique pour Radio-Canada, « C’est un ouvrage colossal de presque 500 pages, minutieux et détaillé, avec des dessins magnifiques ».
Olivier Delcroix, chroniqueur BD du journal Le Figaro, écrit : « Il aura fallu pas moins de deux scénaristes, [Alcante et Bollée], pour mener à bien cette impressionnante fresque historique, sans pour autant tomber dans l'ennui, l'erreur factuelle ou l'incompréhensible. Le résultat est remarquable et force le respect. »
Anne Douhaine, de France Inter, écrit : « Le propos est ultra documenté, passionnant. Le dessin classique en noir et blanc, très fluide, et efficace de Denis Rodier nous emmène au cœur de la création de ce qui allait précipiter la fin de la Seconde Guerre mondiale et nous faire changer d’ère. »
Selon Laurence Le Saux, de Télérama, « Soixante-quinze ans [après le bombardement d'Hiroshima], les scénaristes [Alcante et Bollée] et le dessinateur Denis Rodier livrent [...] une spectaculaire reconstitution de l’histoire de cette arme. Un tour de force, en 472 pages [...] jamais ennuyeuses, ultra documentées et composées avec une grande fluidité. »
Hervé Ratel, du magazine Sciences et Avenir, écrit : « Si [le trait de Rodier] est classique, il offre l’immense mérite d’être précis et clair et de rendre reconnaissable le moindre des protagonistes. Surtout, le découpage dynamique et la mise en scène des trois auteurs rendent l’action extrêmement vivante et rythmée. Le lecteur n’est jamais perdu dans l’intrigue, pourtant dense et fourmillante. »
Pour Laurent Fabri du quotidien Les Échos, l'album « s’impose comme une référence en matière de vulgarisation scientifique et surtout historique en bande dessinée. Près de 500 pages d’une rigueur impressionnante et qui tiennent le lecteur en haleine sans jamais ni le lasser ni le perdre dans des considérations trop pointues. »
Dans un article du magazine Marianne, les auteurs écrivent : « Parfaitement scénarisée et découpée, cette remarquable œuvre mémorielle et vulgarisatrice est à mettre entre [toutes] les mains. »
Matthieu Dufour, sur le site Pop, cultures & Cie, écrit : « A la fois politique et historique, La Bombe retrace à merveille (et avec beaucoup d’humanité) l’histoire de cette fuite en avant qui a changé le cours de la seconde guerre mondiale, et surtout placé la planète sous la menace d’une destruction totale. »

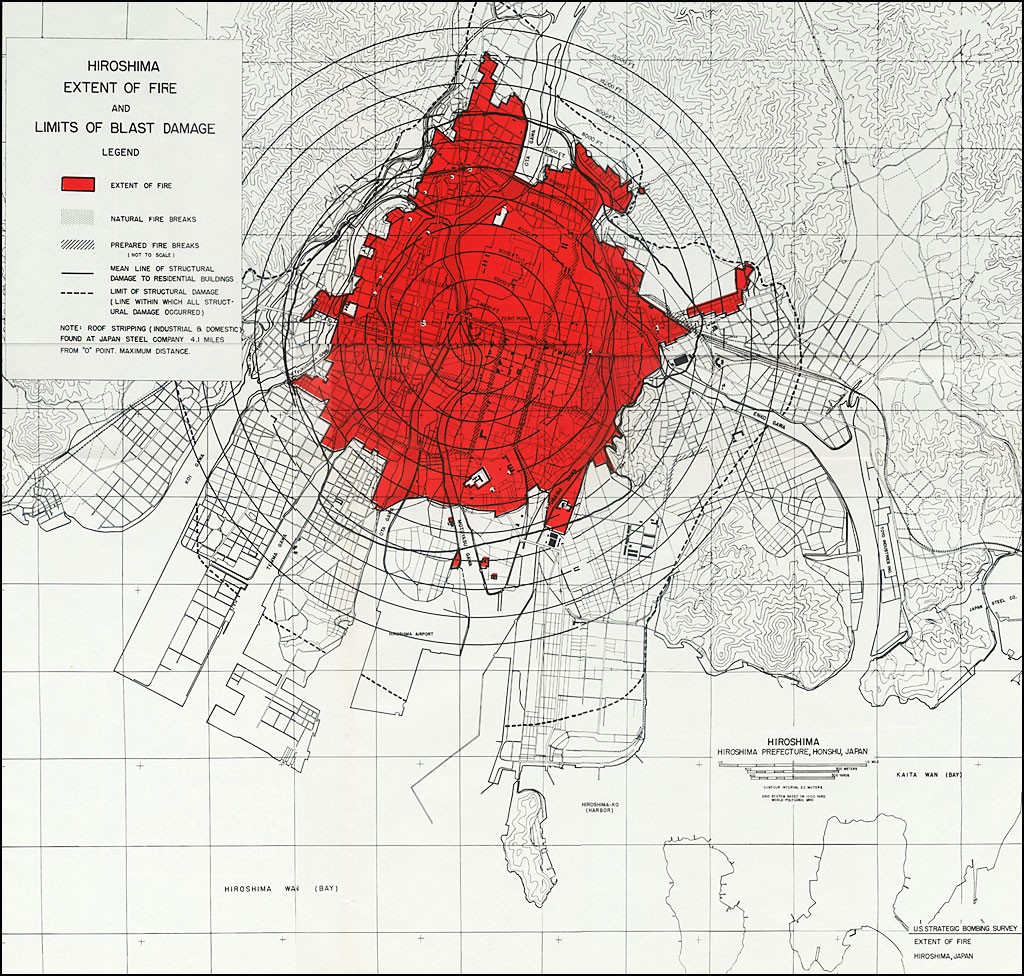
Cercles concentriques montrant les gradients des dégâts occasionnés par l'explosion de Little Boy, du point zéro jusqu'à 3300 mètres.

Sébastien Rosenfeld écrit dans un article de RTL Info qu'il « faut être patient pour en venir à bout mais cela peut se faire par étapes. Il mérite largement l'effort car le drame d'Hiroshima, parfois oublié, reste un événement essentiel de notre histoire collective. » Sur le site Atlantico.fr, Dominique Clausse, tout en soulignant le travail de Rodier, écrit : « Ma seule réserve sur cette BD concerne les parties allégoriques du récit. Les auteurs choisissent de faire de l’énergie nucléaire une entité cosmique et consciente, ce qui donne quelques pages très délirantes, très réussies graphiquement, mais qui, de mon point de vue, alourdissent le récit. La longueur peut aussi rebuter le lecteur, ou même l’exercice physique que représente la manipulation d’un objet de près de deux kilos. »
L'ouvrage fait partie de la sélection pour le grand prix de la critique 2021 et des finalistes du prix de la bande dessinée québécoise. Il remporte le prix Carrefour de la BD de l'année (2020), le prix 2020 des rédacteurs de Sceneario, le prix de la meilleure BD historique de 2020 selon la rédaction du site Cases d'Histoire, le prix BDGest'Art du « meilleur récit court Europe » (récit complet en un ou deux volume(s)) et le prix de la critique ACBD de la BD québécoise 2020. L'ouvrage est aussi lauréat, en avril 2021, du premier Grand prix « Les Galons de la BD » décerné par le ministère des Armées,, ainsi que du prix Cognito de la meilleure bande dessinée historique en septembre 2021.